# Fossfjörður
Der Fossfjörður ist ein Fjord in den Westfjorden von Island. 
Der Fjord ist der südlichste der Suðurfirðir im Arnarfjörður. Er reicht vier Kilometer weit ins Land und ist zwei Kilometer breit. Um den ganzen Fossfjörður verläuft der Bíldudalsvegur . Er ist nur bis zum Flugplatz des Ortes Bíldudalur am westlichen Fjordufer asphaltiert und verbindet den Ort Patreksfjörður mit dem Vestfjarðavegur  in Richtung Norden. 
Seinen Namen hat der Fjord vom Hof Foss (isl. Wasserfall), der innen im Fjord liegt. Ein weiterer Hof mit dem Namen Dufansdalur ist inzwischen verlassen. Dufan war eine freigelassene Sklavin eines  Landnahmemannes, die dort siedelte.